# 安本美緒
安本 美緒（やすもと みお、1月30日 - ）は、日本のシンガーソングライター。神奈川県横浜市出身。血液型A型。田園調布学園高等部卒業。

## 来歴
- 4歳からクラシックバレエを始め、HIPHOP・JAZZ・バレエ・モダン・ハウス、タップダンス等、様々なジャンルを学ぶ。
- 17歳でB'zやEXILEのコンサート演出を手がける市川訓由氏によるステージ「V☆REVUE」のオーディションに合格。[1]
- 19歳のときにニューヨークへ単独留学。
- ピンク・レディー、島谷ひとみ等のバックダンサーとしても活動し、NHK紅白歌合戦にもバックダンサーとして出演。
- Rayやトミーヒルフィガー等のファッションショーにモデルとして出演。[要出典]
- 2010年に初のワンマンライブを開催。
- 2015年に初のホールコンサートをMt.RAINIER HALL SHIBUYA PLEASURE PLEASUREにて開催。
- 2016年に andante シリーズとして年に3回のワンマンライブを開催。
- 2017年には二度目のホールコンサートをMt.RAINIER HALL SHIBUYA PLEASURE PLEASUREにて開催。
- 2018年に再び andante シリーズのワンマンライブを開催。6月には初の試みとして2days連続でワンマンライブを開催。
- 2020年に10周年記念コンサートを予定するも、新型コロナウイルスの影響により延期となり、2021年に開催。

## 主要ライブ
- 2009年3月12日　初ライブ　（会場：新宿SACT）[2]
- 2009年6月23日　初ストリートライブ　（場所：吉祥寺）
- 2010年1月30日　初ワンマンライブ　安本美緒　Winter LIVE 2010 ～first～　（会場：渋谷under deer lounge）
- 2014年1月24日　安本美緒ワンマンライブ ～Maybe Tomorrow～　（会場：南青山MANDALA）
- 2014年9月5日　安本美緒ワンマンライブ ～I will～　（会場：南青山MANDALA）
- 2015年5月16日　安本美緒コンサート2015『明日が聴こえる』　（会場：Mt.RAINIER HALL SHIBUYA PLEASURE PLEASURE）
- 2016年1月30日　安本美緒ワンマンライブ ～andante～ 2016 winter　（会場：恵比寿天窓.switch）
- 2016年6月11日　安本美緒ワンマンライブ ～andante～ 2016 early summer　（会場：恵比寿天窓.switch）
- 2016年11月13日　安本美緒ワンマンライブ ～andante～ 2016 autumn　（会場：恵比寿天窓.switch）
- 2017年7月2日　安本美緒コンサート2017『Meditation』　（会場：Mt.RAINIER HALL SHIBUYA PLEASURE PLEASURE）
- 2018年1月28日　安本美緒コンサート2018『andante～Breath～』　（会場：神楽坂TheGLEE）
- 2018年6月2日　安本美緒コンサート2018『andante～nexus～ 第1篇』　（会場：神楽坂TheGLEE）
- 2018年6月3日　安本美緒コンサート2018『andante～nexus～ 第2篇』　（会場：神楽坂TheGLEE）
- 2019年1月19日　安本美緒コンサート2019『andante～Entrance～』　（会場：神楽坂TheGLEE）
- 2019年11月4日　安本美緒コンサート2019『andante～10year-history～』　（会場：神楽坂TheGLEE）
- 2020年9月20日　安本美緒コンサート2020『andante～your songs～』＜配信ライブ＞　（会場：サウンドコレクション吉澤）
- 2021年1月11日　安本美緒　10周年記念コンサート『あふれる思いを花束に』　（会場：SHIBUYA PLEASURE PLEASURE）

## 作品

### シングル
| 枚  | 発売日         | タイトル                        | 収録曲                                                                                                |
| --- | -------------- | ------------------------------- | --- |
| 1st | 2008年12月23日 | さよならの後は・・・（reprise） | 1. さよならの後は・・・（reprise） 2. Love you                                                        |
| 2nd | 2009年10月30日 | メモリーズ                      | 1. メモリーズ 2. I’m in love 3. 大好き                                                                |
| 3rd | 2010年8月22日  | ありがとうを君に                | 1. ありがとうを君に 2. スノーフレーク                                                                 |
| 4th | 2011年8月6日   | Life                            | 1. Life 2. 運命の手紙 3. しあわせのありか                                                             |
| 5th | 2014年5月6日   | おやすみなさい                  | 1. おやすみなさい 2. おやすみなさい（Instrumental） 3. (CD EXTRA)ミュージックビデオ『おやすみなさい』 |
| 6th | 2017年7月2日   | この夏よ、永遠に                | 1. この夏よ、永遠に 2. この夏よ、永遠に（Instrumental）                                               |
| 7th | 2017年7月2日   | アナスタシア                    | 1. アナスタシア 2. アナスタシア（Instrumental）                                                       |
| 8th | 2021年1月30日  | 花束をあなたに                  | 1. 花束をあなたに 2. ココロノバケツ 3. たいせつなひと                                                 |

### アルバム
| 枚  | 発売日         | タイトル       | 収録曲 |
| --- | -------------- | -------------- | --- |
| 1st | 2014年9月5日   | 明日が聴こえる | 1. Atom 2. 明日、新しいわたしに。 3. おやすみなさい 4. 朝陽の方へ 5. 夢はまだ生きている 6. レイ～受け継ぐ命～                                                             |
| 2nd | 2016年11月13日 | Meditation     | 1. andante 2. 星になる前に 3. 遠く離れていても 4. わたしという花 5. Late Summer 6. あしたの君へ 7. Free Bird 8. エンドロール 9. 僕たちにある明日 10. さよなら、ありがとう |
| 3rd | 2019年3月1日   | アナスタシア   | 1. アナスタシア 2. さよなら、ありがとう 3. andante 4. またね |

### フォトブック
- 2012年6月2日　『my name is MIO』　(A4オールカラー16ページ)
- 2017年7月2日　『この夏よ、永遠に』　(CD付きフォトブック。A5オールカラー24ページ)
- 2017年7月2日　『アナスタシア』　(CD付きフォトブック。A5オールカラー24ページ)
- 2019年11月4日　『10 year history』　(A4オールカラー24ページ)

## 出演

### テレビ
- 2011年8月17日　「ありがとッ！」（tvkテレビ） 共出演者：vague、松岡里果
- 2013年8月14日　「ありがとッ！」（tvkテレビ） 共出演者：vague、飯田舞
- 2014年1月22日　「ありがとッ！」（tvkテレビ）
- 2015年2月18日　「ありがとッ！」（tvkテレビ）

### ラジオ
- 2010年10月28日　「FMサウンド☆クルーズ」（NHK横浜）
- 2012年1月12日　「FMサウンド☆クルーズ」（NHK横浜）
- 2013年11月15日　「吉武大地の未来くるミラクルミュージック！」（REDS WAVE）
- 2015年4月23日　「横浜サウンドクルーズ」（NHK横浜）
- 2015年6月10日　「安本美緒のラジオ東京音実劇場」（エフエム世田谷）
- 2016年5月30日　「ライブdeラジオ東京音実劇場 episode2」（エフエム世田谷）
- 2016年6月15日　「安本美緒のラジオ東京音実劇場」（エフエム世田谷）
- 2016年6月16日　「ライブdeラジオ東京音実劇場」（エフエム世田谷）
- 2016年10月27日　「Afternoon SALUS」（FMサルース）
- 2017年1月4日　「横溝あつしとYuのSound Base」（すまいるFM）
- 2017年1月12日　「横浜サウンドクルーズ」（NHK横浜）
- 2017年6月1日　「川辺保弘のMUSIC HOT FLAVOR」（ミュージックバード）
- 2019年1月10日　「横浜サウンドクルーズ」（NHK横浜）